# Barbara Przybylska
Barbara Przybylska est une kayakiste polonaise pratiquant le marathon.

## Palmarès

### Championnats du monde de marathon
- 2005 à Perth,  Australie
  -  Médaille de bronze en K-1
- 2004 à Bergen,  Norvège
  -  Médaille de bronze en K-1[2]
- 2002 à Zamora,  Espagne
  -  Médaille de bronze en K-2
- 2001 à Stockton-on-Tees,  Royaume-Uni
  -  Médaille de bronze en K-2
- 1999 à Györ,  Hongrie
  -  Médaille d'argent en K-2

## Récompenses et distinctions
En 1993, elle candidate au plébiscite du sportif de l'année de la ville de Lublin.